# Middagsloken
Middagsloken är en sjö i Älvdalens kommun i Dalarna och ingår i Dalälvens huvudavrinningsområde. Sjön har en area på 0,0836 kvadratkilometer och ligger 946,1 meter över havet.

## Delavrinningsområde
Middagsloken ingår i det delavrinningsområde (683259-133319) som SMHI kallar för Ovan None. Medelhöjden är 929 meter över havet och ytan är 29,78 kvadratkilometer. Det finns inga avrinningsområden uppströms utan avrinningsområdet är högsta punkten. Bergåa (Bergåa/Bergån) som avvattnar avrinningsområdet har biflödesordning 3, vilket innebär att vattnet flödar genom totalt 3 vattendrag innan det når havet efter 534 kilometer. Avrinningsområdet består mestadels av kalfjäll (94 procent). Avrinningsområdet har 0,18 kvadratkilometer vattenytor vilket ger det en sjöprocent på 0,6 procent.